# Netgraphe
 (août 2020).
Si vous disposez d'ouvrages ou d'articles de référence ou si vous connaissez des sites web de qualité traitant du thème abordé ici, merci de compléter l'article en donnant les références utiles à sa vérifiabilité et en les liant à la section « Notes et références ».
Netgraphe, compagnie québécoise fondée en 1996, était la plus importante entreprise d'édition francophone sur Internet au Canada à la fin des années 1990 et au début des années 2000. Le 30 septembre 1999, Netgraphe inc. est devenue la première entreprise Internet publique cotée à la Bourse de Montréal. Quebecor ayant pris le contrôle de la compagnie, toutes ses activités furent fusionnées avec celles du portail Internet Canoe.ca et le nom de Netgraphe fut abandonné en 2005.

## Description
Ayant son siège social à Montréal, Netgraphe exerce ses activités dans le secteur de l'édition sur Internet au Canada. La compagnie se spécialise dans la diffusion de contenu, la publicité, le commerce électronique et les services de conception, de réalisation et de maintenance de sites Internet.

## Sites populaires
À son apogée, elle exploite, entre autres, les sites populaires suivants : 
- La toile du Québec (http://www.toile.qc.ca) : La Toile est considérée comme le Yahoo! québécois, c'est-à-dire le plus gros répertoire de site Web québécois. C'est un des sites les plus populaires du Québec.
- InfiniT : InfiniT.com est un des premiers portails Internet québécois à offrir des contenus francophones, des services de communication (forums et chat) et de recherche sur le Web. Lors de la prise de contrôle de Quebecor Media, le site est fusionné avec le site de Canoe.ca.
- Jobboom (http://www.jobboom.com) : C'est un des plus populaires sites de service d'aide au recrutement sur Internet au Québec.
- Webfin (http://www.webfin.com) : Site ciblant les internautes s'intéressant aux marchés boursiers, il est l'un des plus importants sites Web financier francophone en Amérique du Nord.
- Multimédium (http://www.mmedium.com): Un des premiers et des plus populaires cyberquotidiens français spécialisés dans les technologies de l'information. Lors de la prise de contrôle de Quebecor Media, le site est fusionné avec le site Canoe.ca.
- Mégagiciel (http://www.megagiciel.com) : C'est un répertoire de plus de 7 000 jeux et logiciels à télécharger gratuitement. À l'époque, c'est un des plus importants sites du genre dans la francophonie.

## Historique

### Entreprise privée
Œuvrant dans la presse écrite, Yves Williams et Chrystian Guy créent le site La toile du Québec en mars 1995. Un passe-temps au début, le site prend rapidement de l'expansion, tant du point de vue du nombre de sites recensés que du nombre de visiteurs. Le succès du site pousse les deux créateurs à quitter leur emploi et à s'associer à la compagnie de gestion Pluricom (détenue par Normand Drolet et Marc Copti) pour fonder la compagnie Netgraphe inc. en mai 1996. Bien vite, la compagnie commence à offrir des services de création de site Web. Les années suivantes vont voir la création par Netgraphe de plusieurs sites spécialisés : Comptoir, répertoire de sites québécois faisant du commerce électronique ; Mégagiciel, un répertoire de jeux et de logiciels gratuits en français ; Mémento, un magazine électronique quotidien ayant comme source de nouvelles le Web.
En mai 1998, Pluricom cède ses droits sur les sites Multimédium et Économédia à Netgraphe (droits qu'elle avait acquise quelques semaines plus tôt d'Imaginor). Ces sites rejoignent ainsi La Toile du Québec dans la liste des sites édités par Netgraphe.

### Entrée en bourse
Le 30 septembre 1999, Netgraphe inc. devient la première entreprise Internet publique cotée à la Bourse de Montréal. Pour réaliser son entrée en bourse, Netgraphe choisi de réaliser une prise de contrôle inversée de Ressources Cristobal inc., une entreprise publique d'exploration minière junior, cotée à la Bourse de Montréal. Un accord sur cette prise de contrôle inversée fut annoncé le 15 avril 1999 et fut entériné par les actionnaires de Cristobal le 13 juillet 1999. À cette date, Cristobal a donc changé de nom et est devenue Netgraphe inc. Par la suite, Netgraphe inc. a complété un placement privé de 2,8 millions $

### Entreprise publique
Une fois transformée en entreprise publique et surfant sur la vague internet, Netgraphe se met en quête d'acquisitions possible afin d'augmenter son capital. Le 16 novembre 1999 Netgraphe et InfiniT inc. annoncent le regroupement de toutes leurs activités au sein de Netgraphe inc. Ce regroupement représente un investissement d'InfiniT dans Netgraphe de l'ordre de 86 millions $. La transaction consiste, entre autres, en un transfert de tous les actifs Internet d'InfiniT inc., d'une valeur approximative de 72 700 000 $, payable par l'émission d'actions du trésor de Netgraphe. Au terme de la transaction, Vidéotron Communications inc. et Groupe TVA, les actionnaires majoritaires d'InfiniT inc., détiennent 54 % du capital-actions de Netgraphe.
La valeur de ses actions continuant de monter, la compagnie acquiert, le 14 décembre 1999, une participation de 66 % dans le site web financier Webfin.
Le 17 décembre 1999, Netgraphe fait son entrée à la bourse de Toronto.
Le 23 décembre 1999, Netgraphe acquiert une participation de 75 % dans Jobboom Inc., fournisseur du premier site québécois spécialisé consacré à l'emploi. Il en prendra entièrement le contrôle le 18 avril 2000, en portant sa participation à 100 %. Du même coup, il acquiert Ma Carrière Inc., éditeur spécialisé dans les services de gestion de carrière.
Le 2 mai 2000, Netgraphe porte sa participation dans Webfin à 100 % pour 2,1 millions $ payable en actions.
Le 24 août 2000, Netgraphe fait ses premiers pas hors du Québec en annonçant la création d'une entreprise commune à parts égales avec Neuf telecom se spécialisant dans Internet en France. Le principal objectif de cette société sera d'asseoir son positionnement parmi les cinq principaux éditeurs Internet en France d'ici 2002.
Le 28 septembre 2000, Netgraphe étend ses activités hors-éditions et se diversifie en acquérant Progisia Informatique Inc. et sa filiale, Force Informatique Inc., spécialisées en intégration de systèmes, commerce électronique et services-conseils en technologies de l'information, pour un montant de 6.5 millions $ payable en actions.
Le 24 octobre 2000, à la suite de l'acquisition de Vidéotron et de TVA par Quebecor Media, Quebecor Media devient le nouvel actionnaire de contrôle de Netgraphe inc. À partir de ce moment, Quebecor Media commence une stratégie visant à regrouper tous ses actifs média. Cette stratégie mène à l'acquisition, le 5 mars 2001, des actifs du réseau Canoë, comprenant les portails canoe.ca et canoe.qc.ca, auprès de Quebecor Media en contrepartie de l'émission d'actions de Netgraphe. Quebecor Media détient alors, directement ou indirectement, une participation avec droit de vote d'environ 97,7 % et une participation en actions d'environ 82,5 % dans Netgraphe. 
L'explosion de la bulle boursière Internet arrête la croissance de Netgraphe. À partir de ce moment, la compagnie entre dans une ère de réorganisation, de restructuration et de réduction des effectifs afin d'atteindre le plus rapidement possible un bilan profitable, ce qu'elle atteint en février 2003 en annonçant son premier trimestre avec bénéfice d'exploitation de son histoire. L'année 2003 sera la première année affichant des bénéfices pour Netgraphe.

### Filiale de Quebecor Media
En septembre 2004, Quebecor Media annonce qu'elle a réussi la privatisation de Netgraphe en rachetant toutes les actions de la compagnie et en les retirant de la bourse de Toronto.
Le 23 mars 2005, le nom de Netgraphe est abandonné au profit de celui de Canoë.